# „Ariadna” Fabryka Nici
„Ariadna” S.A. Fabryka Nici – polska firma z siedzibą w Łodzi, zajmująca się produkcją i sprzedażą nici oraz tkanin i dzianin, jak również świadczeniem usług krawieckich.

## Historia
W 1897, przy dzisiejszej ul. Niciarnianej, powstały ceglane budynki stanowiące pierwszą na ziemiach polskich fabrykę nici, stanowiącą część Towarzystwa Akcyjnego Łódzkiej Fabryki Nici, której głównym udziałowcem był Juliusz Kunitzer. Fabryka funkcjonowała do 1939, posiadała wówczas oddziały sprzedaży w Warszawie oraz we Lwowie. Przed wybuchem II wojny światowej zakład zatrudniał 1260 osób i produkował rocznie 550 ton nici.
Po wkroczeniu do Łodzi wojsk niemieckich, zakłady zostały przejęte i przemianowane na Litzmannstadter Fabrik für Nähgarne A.G. Natomiast ul. Niciarniana stała się Idastrasse. Pod koniec wojny produkowano nici z włókien sztucznych „Zellgarn” dla potrzeb przemysłu lotniczego.
Po zakończeniu okupacji w fabryka ponownie ruszyła na przełomie stycznia i lutego 1945 jako Łódzka Fabryka Nici. We wrześniu 1945 pracowały tu 803 osoby, a roczna produkcja wynosiła 151 ton nici. W następnym roku zmieniono nazwę na Państwowe Zakłady Przemysłu Bawełnianego Nr 16, a po kolejnych trzech latach na Zakłady Przemysłu Bawełnianego im. Hanki Sawickiej. Dopiero w 1964 do nazwy zakładów dodano imię „Ariadna”, które miało być nawiązaniem do pochodzącej z mitologii greckiej postaci Ariadny.
W 1975 Zjednoczenie Przemysłu Bawełnianego przekazało fabrykę pod nadzór Zjednoczenia Przemysłu Lniarskiego. Nazwa ponownie została zmieniona, tym razem na Widzewska Fabryka Nici im. Hanki Sawickiej „Ariadna”. W latach 70. i 80. zakłady prężnie się rozwijay, a rocznie wychodziło z nich do 900 ton nici. W 1990 zakład otrzymał nazwę Widzewska Fabryka Nici, a 1 marca 1992 przekształcił się w spółkę akcyjną. W maju 2000, spółka przyjęła obowiązującą do dzisiaj nazwę Ariadna S.A. Fabryka Nici, a w 2002 kupiła ją łódzka rodzina, do której należą również Zakłady Przemysłu Jedwabniczego „Wistil” oraz Zakład Przetwórstwa Surowców Chemicznych i Mineralnych „Piotrowice”. Zespół budynków fabryki nici został wpisany 28 grudnia 2012 roku do rejestru zabytków nieruchomych województwa łódzkiego (nr rej.: A-93).

## Profil działalności

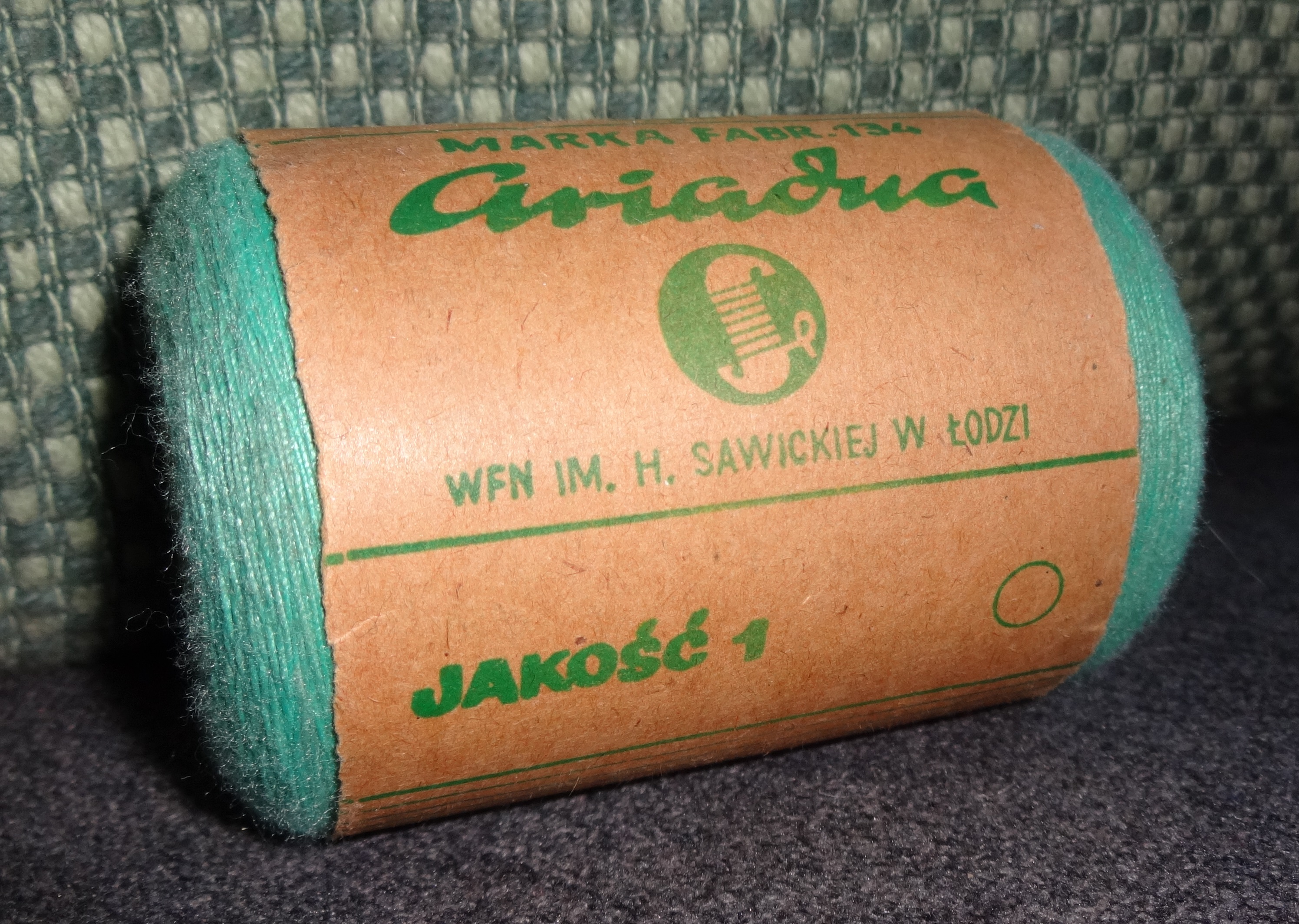
Nić z czasów PRL

Przedsiębiorstwo zajmuje się przede wszystkim produkcją i sprzedażą nici do szycia odzieży, obuwia, galanterii skórzanej, tapicerki meblowej i samochodowej, nici technicznych, zdobniczych i do haftu maszynowego. Świadczy również usługi barwienia i bielenia przędz bawełnianych i poliestrowych.
Poza tym, Ariadna zajmuje się także produkcją i sprzedażą tkanin i dzianin pikowanych oraz świadczeniem usług pikowania tych materiałów, jak i produkcją oraz sprzedażą taśm pasmanteryjny i sprzedażą mebli ekspozycyjnych oraz igieł do szycia.
Towary przedsiębiorstwa, poza sprzedażą w kraju, eksportowane są również za granicę, m.in. do Niemiec, Ukrainy, Chile, Kazachstanu, Hiszpanii, Słowacji, Czech, Słowenii, Węgier, na Maltę, Cypr, do Mołdawii, Grecji, USA, Litwy, Łotwy, Estonii, Finlandii, Szwecji, Danii, Chorwacji, Rumunii, Austrii, Szwajcarii, Francji, Bułgarii, Włoch czy Turcji.
Obok działalności przemysłowej i handlowej, zakłady zajmują się również popularyzacją samodzielnego szycia, m.in. poprzez portal YouTube czy wydawaną przez siebie gazetkę „Nici z pomysłem”, w której zawierane są rozmaite schematy do samodzielnego wykonania prac rękodzielniczych przygotowane przez firmę. Organizowane są również różne konkursy związane z szyciem, jak i wystawy „Z Nici Ariadny”, których współorganizatorem jest Centralne Muzeum Włókiennictwa.